# Te Dejo Madrid
"Te Dejo Madrid" é uma canção da cantora colombiana Shakira, para o seu quinto álbum de estúdio Laundry Service. Foi escrito pelo cantora sobre a cidade de Madrid, a capital da Espanha. O videoclipe da música apresentou a cantora como uma toureira. Embora tenha sido lançado como o quinto single do álbum em vários países europeus em 2002, não foi lançado nos Estados Unidos. "Te Dejo Madrid" teve muito sucesso na Itália e na Espanha, mas a música não repetiu o sucesso na América Latina, pois chegou a uma posição máxima de 45 na Billboard Hot Latin Tracks.

## Videoclipe
No videoclipe, Shakira é vista deitada sobre uma cama e na frente de um espelho em uma roupa taurina. A televisão mostra cenas de uma performance de toureiros. Mostra Shakira que corre para o estádio, onde essas performances são gravadas, com um par de grandes tesouras. Quando ela chega, há um homem, que é o toureiro, dentro do ringue, que é retratado em todo o vídeo como seu possível seu namorado, que está olhando no espelho para si mesmo. Shakira virou o espelho para que ela estivesse de frente para o toureiro. A cantora é mostrada com uma máscara de touro e ela é retratada como o touro. Eles vêm cara a cara e ela toca seus lábios, mas se afasta e toca o solo de harmônica. O clipe termina com Shakira cortando seus longos cabelos no espelho.
O toureiro espanhol Julián López Escobar, mais conhecido pelo seu nome artístico El Juli, apresentou uma ação judicial contra Shakira por usar cenas de uma de suas apresentações no videoclipe de "Te Dejo Madrid", sem sua permissão. Ela foi processada por cinco milhões de dólares por "plágio de imagem em uso e exercício de sua profissão".

## Performances ao vivo
Em 2002 e 2003, Shakira tocou a música ao vivo na Tour of the Mongoose. No entanto, a música foi cantada apenas nos países de língua espanhola que foram visitados pela turnê. Em 2006 e 2007, Shakira cantou a música em cada show de sua Oral Fixation Tour. Em 2010 e 2011, Shakira tocou a música em todos os shows da The Sun Comes Out World Tour.